# Pontotoc
Pontotoc är administrativ huvudort i Pontotoc County i den amerikanska delstaten Mississippi. Pontotoc grundades år 1836, samma år som Pontotoc County.

## Kända personer från Pontotoc
- Thad Cochran, politiker
- Cordell Jackson, musiker
- Max Palmer, wrestlare
- Roger Wicker, politiker